# 抵抗力穩定性
在生態穩定的前提下，抵抗力穩定性簡稱抵抗力、抵抗性，是生态系统抵抗干擾以及使其结构和功能保持原状、維持群落或族群個體數量的能力:789。與抵抗力穩定性相對的詞為敏感性。

## 生態干擾與穩定性
抵抗力穩定性是維持生態穩定性的關鍵因子。沃爾克·格林（Volker Grimm）和克里斯蒂安·維塞爾（Christian Wissel）再從不同角度研究了有關生態系統穩定性的70種術語和 163 種定義後認為抵抗力穩定性可歸因於三樣基本性質：「無重大變化」、「暫時干擾後恢復」，以及「生態系統在時間上的延續性」，具有抵抗力穩定性的群體則通常可以在干擾後維持「無重大變化」的情形。一般認為抵抗力穩定性與恢復力穩定性是兩種不同的概念。但布萊恩·沃克等人則認為抵抗力穩定性屬於恢復力穩定性的一部分。弗里多林·布蘭德（Fridolin Brand）則認為恢復力穩定性與抵抗力穩定性是類似的概念。與抵抗力穩定性相對的是敏感性，越敏感的物種越容易受到環境壓力及干擾影響。

## 範例
1988年，胡安颶風襲擊尼加拉瓜海岸邊的雨林。道格拉斯·鮑徹（Douglas Boucher）等人比較帕州紅豆木的抵抗力穩定性及獨蕊木的恢復力穩定性。帕州紅豆木即使經過嚴重受損死亡率仍低，但其生長速度緩慢，幼苗數量也稀少。而獨蕊木在颶風後受損嚴重，死亡率高，但其生長快速且幼苗數量多。因此從物種層面上看，帕州紅豆木的個體數量在颱風後仍無明顯變化，因此具有較高的抵抗力穩定性；而獨蕊木雖然數量變化劇烈，但其具有較高的恢復力穩定性，而此類的物種在災難後的物種密度會提升。彼得·貝令翰（Peter Bellingham）等人在1988年雨果颶風破壞牙買加海岸邊山地林區後，將樣區內的樹種按依受損害的程度及災害後恢復情形的規模分為四級：阻抗性物種（抵禦颶風能力強，恢復力弱）、易感性物種、襲奪性物種，及恢復性物種（對颶風阻抗弱，但回覆力強）。

## 外來物種
英國生態學家查尔斯·艾尔顿首次在外來物種入侵的生態學中引入抵抗性這個名詞。一個生態系對於外來物種的抵抗性越高，越不容易遭受外來種入侵。這類抵抗性同時包含非生物因子（如溫度及濕度）以及生物因子（如競爭、掠食，以及缺乏共生生物等）。一般來說，物种多样性越高，且天然資源越少的生態系，抵抗性通常較高。